# Oshakan
Oshakan (in armeno Օշական?) è un comune dell'Armenia di 5 815 abitanti (2009) della provincia di Aragatsotn.
Situato ad otto chilometri da Ashtarak, è un'importante meta per la Chiesa apostolica armena. Possiede una chiesa dedicata all'abate Mesrop Mashtots.

## Amministrazione

### Gemellaggi
- Alfortville, dal 2001

## Galleria d'immagini

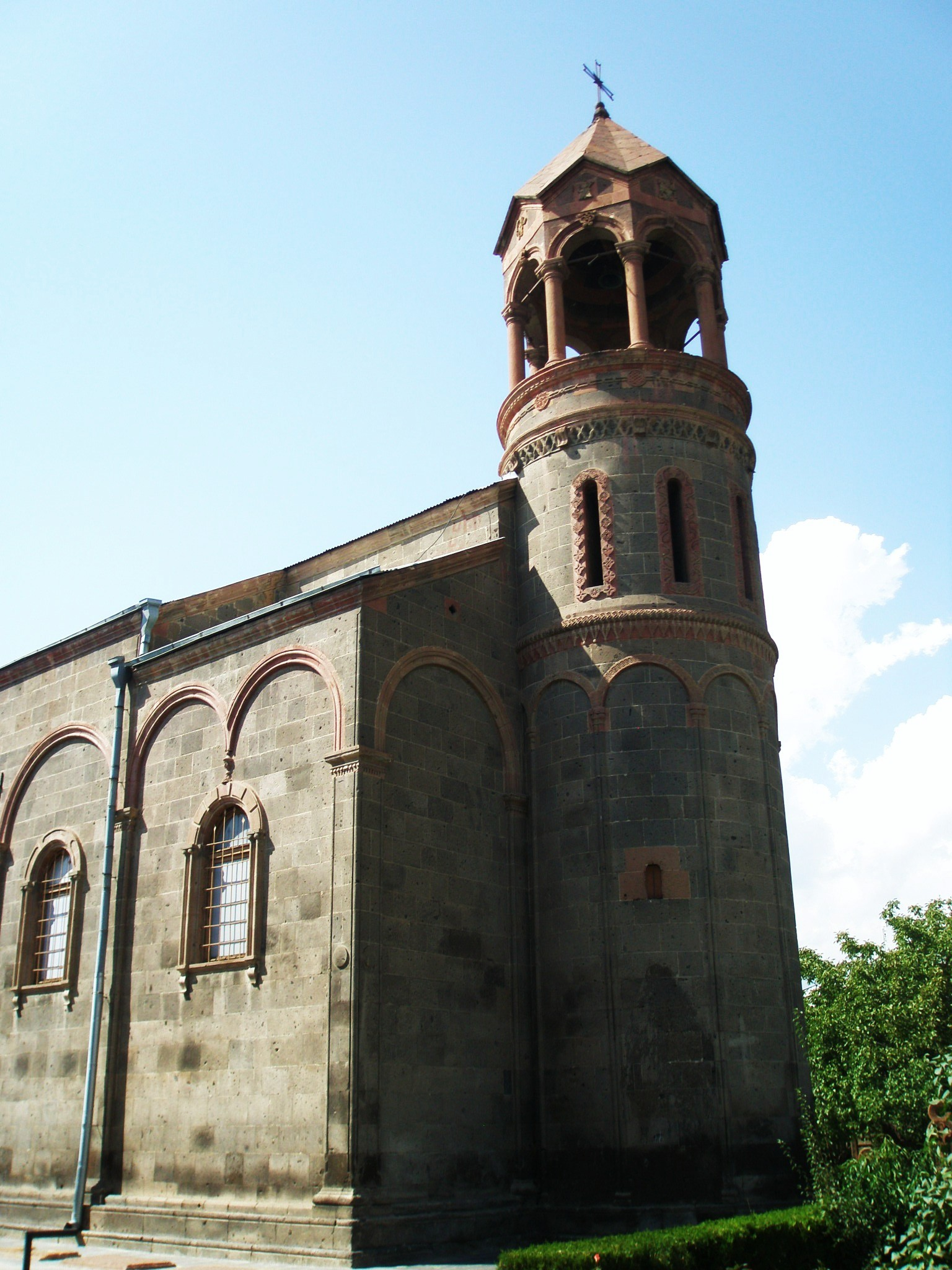
Chiesa di San Mesrop Mashtots, del 1875.
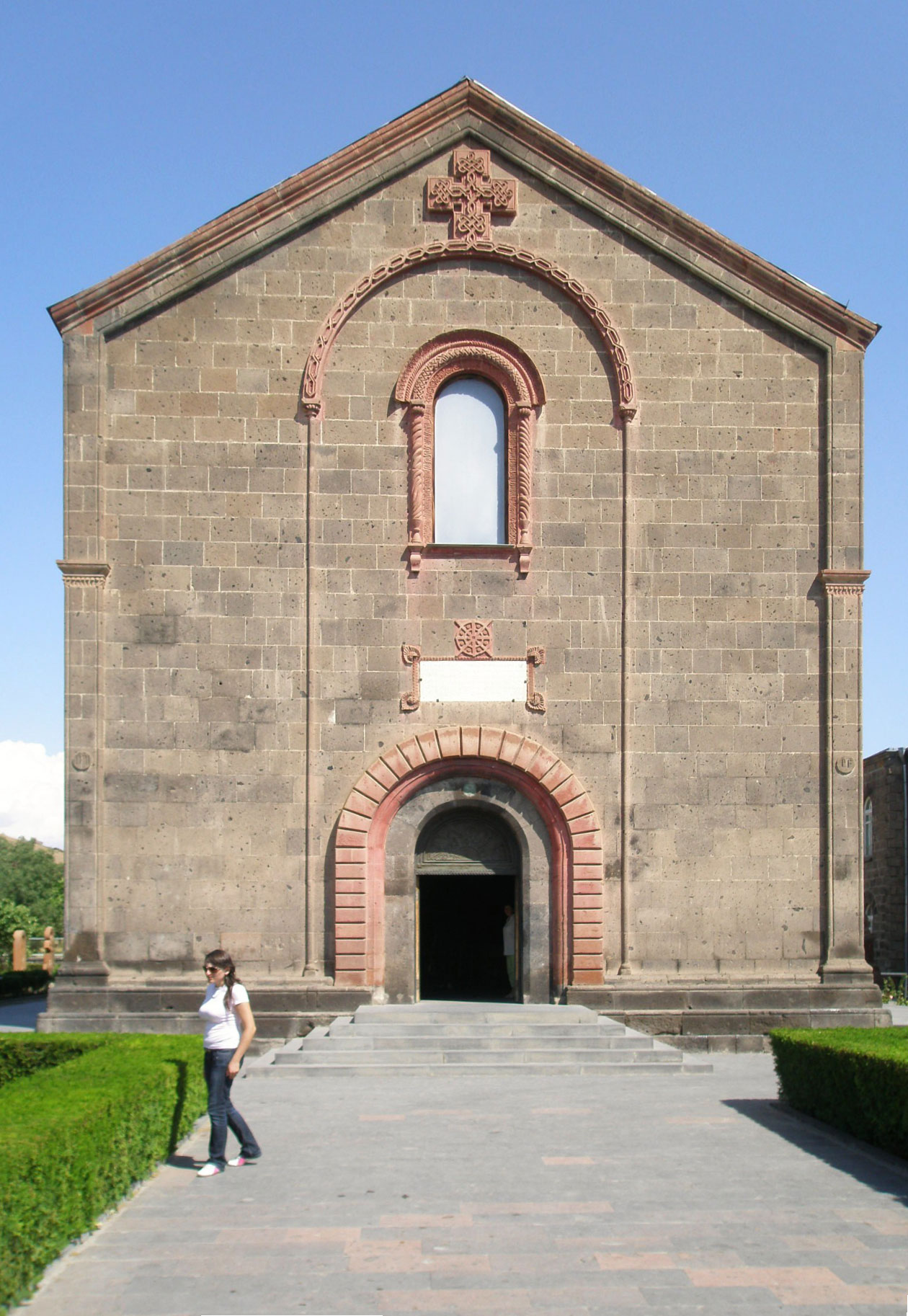
La facciata della chiesa di San Mesrop Mashtots.
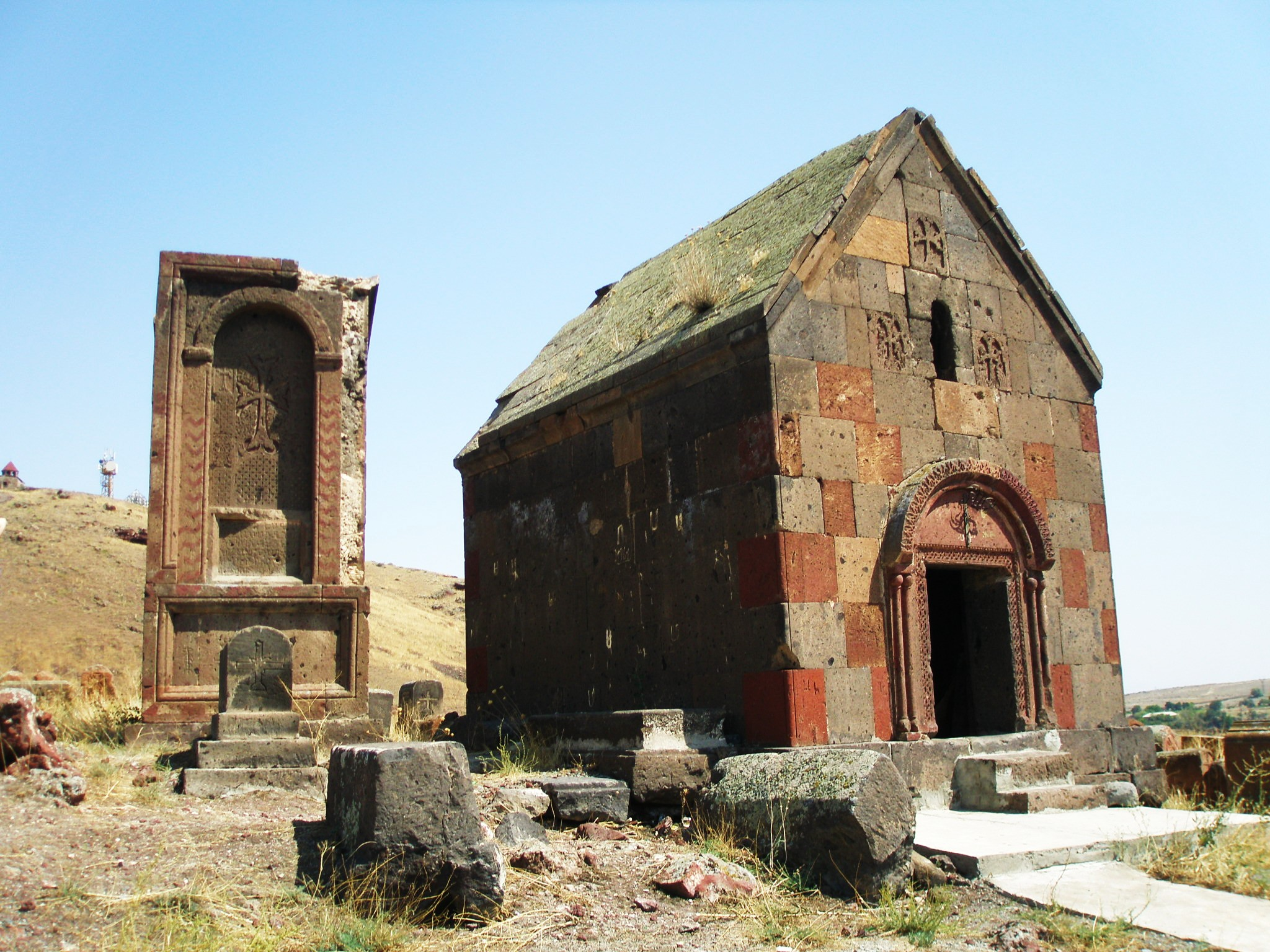
Il santuatio Tukh Manuk.
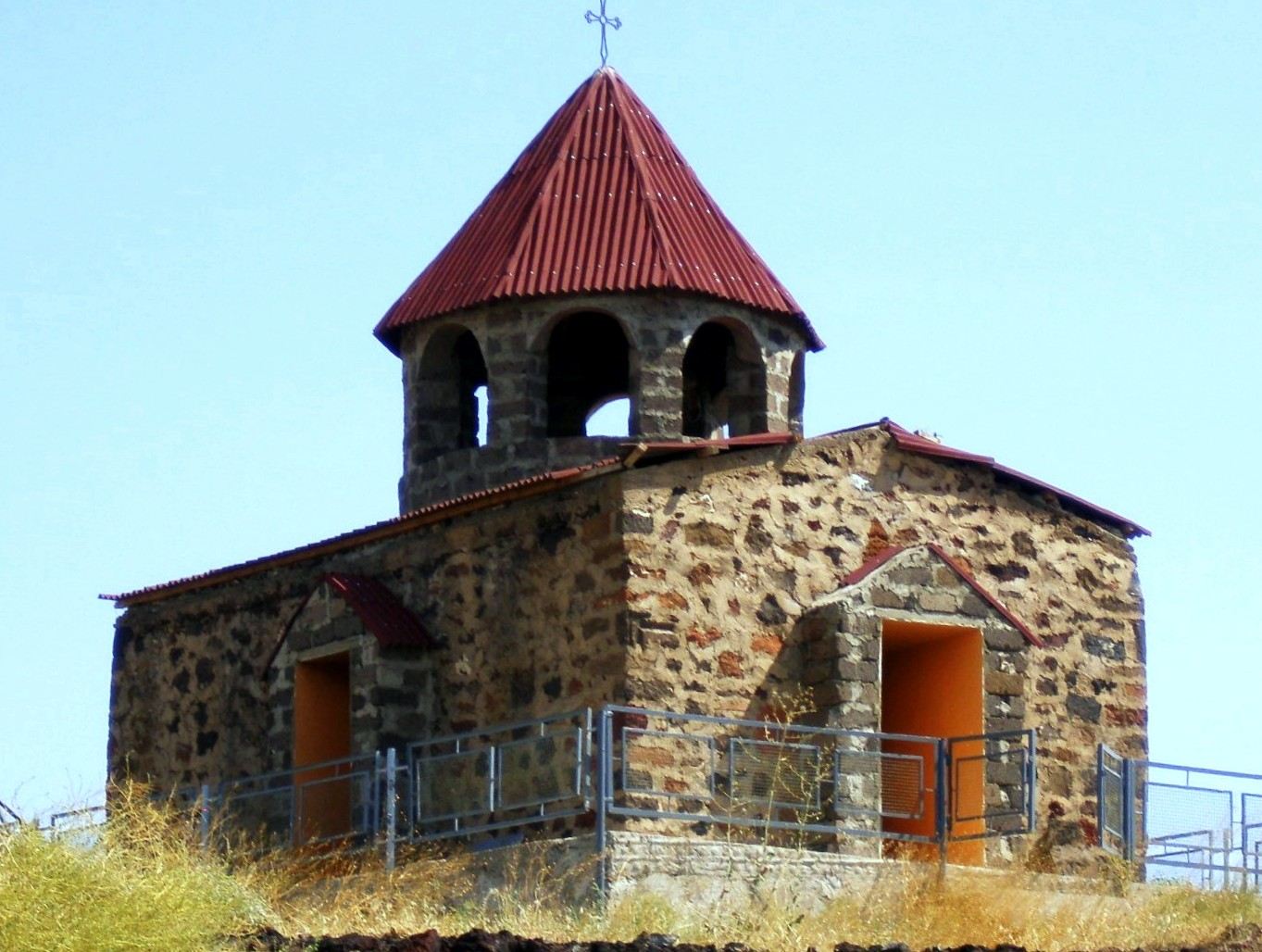
Il santuario di San Grigor.